# Ocha
Ocha (russisch Оха) ist eine Stadt in der Oblast Sachalin (Russland) mit 20.357 Einwohnern (Stand 1. Oktober 2021).

## Geographie
Die Stadt liegt im Norden der Insel Sachalin, etwa 850 km nördlich der Oblasthauptstadt Juschno-Sachalinsk nahe der Ostküste zwischen den Buchten (Lagunen) Urkt und Ketu des Ochotskischen Meeres.
Die Stadt Ocha ist der Oblast direkt unterstellt und zugleich Verwaltungszentrum des gleichnamigen Rajons.
Ocha ist Endpunkt der von Juschno-Sachalinsk in den Norden der Insel führenden Straße. Bis Ende 2006 führte eine schmalspurige (750 mm) Eisenbahnstrecke von Nogliki nach Ocha. Eine Breitspurstrecke, welche Ocha mit dem etwa 30 Kilometer entfernten Hafen Moskalwo an der Westküste verbindet, ist ebenfalls außer Betrieb.

## Geschichte
Nachdem im Gebiet der heutigen Stadt 1880 Erdöl entdeckt worden war, entstand zunächst die Siedlung, die zunächst Oche, später Ocha genannt wurde. Die industrielle Förderung von Erdöl begann 1923, während der Okkupation des Nordteils der Insel Sachalin durch japanische Truppen 1920–1925. 1938 erhielt Ocha Stadtrecht.
Ein verheerenden Erdbeben ereignete sich am 28. Mai 1995 bei Neftegorsk im südlichen Teil des Rajons Ocha. Die Siedlung wurde völlig zerstört. Rund 2000 Einwohner kamen ums Leben. Ein nur halb so starkes Beben ereignete sich am 10. Mai 2005 bei der Ölarbeitersiedlung Sabo und der Stadt Ocha, wobei es keine Opfer und Zerstörungen gab.
Der bisherige Bürgermeister der Stadt Ocha, Alexander Choroschawin, wurde im August 2007 zum Gouverneur der Oblast Sachalin ernannt.

### Bevölkerungsentwicklung
| Jahr | Einwohner |
| ---- | --------- |
| 1939 | 19.601    |
| 1959 | 27.636    |
| 1970 | 30.890    |
| 1979 | 32.925    |
| 1989 | 36.104    |
| 2002 | 27.963    |
| 2010 | 23.008    |

Anmerkung: Volkszählungsdaten

## Kultur und Sehenswürdigkeiten
Seit 1971 gibt es in Ocha ein Heimatmuseum.

## Wirtschaft
Ocha ist – neben der Oblasthauptstadt Juschno-Sachalinsk – Zentrum der Erdöl- und Erdgasförderung Sachalins. Von hier führt eine Pipeline nach Komsomolsk am Amur.
Um Ocha wird hauptsächlich durch Rosneft Erdöl aus über 3000 Bohrungen gefördert, so aus den Lagerstätten Zentralnaja Ocha, Katangli und Odoptu. Umweltschützer äußerten mehrfach Befürchtungen, die Ausschüttungen der Förderanlagen, die Bohrschlammdeponien und dem Zustand der Pipelines betreffend.
Daneben gibt es ein Wärmekraftwerk sowie Betriebe der Holz-, Bau- und Lebensmittelwirtschaft.

## Söhne und Töchter der Stadt
- Olga Kaminer (* 1966), Autorin
- Waleri Mjagkow (* 1980), Handballspieler
- Jewgenija Krawzowa (* 1982), Biathletin
- Rifat Schajchutdinow (* 1963), Politiker der Bürgerplattform